# У знакомых
«У знакомых» — написанный в 1898 году рассказ Антона Павловича Чехова. Опубликован в феврале 1898 года в журнале «Cosmopolis. Международный журнал» (т. IX, № 2). Чехов не включил рассказ в своё собрание сочинений.

## Сюжет
Однажды летом Михаил Подгорин получил письмо от Татьяны Алексеевны Лосевой и её подруги Варвары Павловны с приглашением приехать к ним в Кузьминки. Дом в Кузьминках ранее принадлежал Татьяне Алексеевне, потом пошёл в приданое. За шесть лет брака имение было разорено мужем Татьяны Алексеевны, Сергеем Сергеичем. Татьяна иногда обращалась за советом к Подгорину и просила у него взаймы. Подгорин подозревал, что у него опять будут просить совета или денег, но все же поехал.
Встреча была шумной, после чего Татьяна стала жаловаться Подгорину, что её дом продаётся за долги, а отдать долги нечем, этого она не переживёт и умрёт от отчаяния. На Подгорина возлагали большие надежды на помощь. Варя стала упрекать Подгорина, что его нравственной обязанностью является помочь Татьяне и Сергею Сергеичу на что Подгорин обещал подумать, как бы им помочь. Он подумал также, что помочь бы надо не Сергею Сергеичу, а самой Варе.
Вечером в саду у Подгорина произошёл разговор с Надеждой, которая рассказала ему о своих планах уехать работать в Москву. Подгорину пришла мысль, не жениться ли на ней. Перед сном Подгорин решил прогуляться с Сергеем Сергеичем. Ему он дал в долг сто рублей. Потом Подгорин увидел Надежду, которая молча уходила из дома. Подгорин также засобирался в Москву, с ним стал прощаться Сергей Сергеич. Но Подгорин его уже не слушал, а думал, что здесь он в последний раз и больше никогда не приедет. Он «оглянулся несколько раз на флигель, в котором когда-то было прожито так много хороших дней».
Дома ему на глаза попалось письмо от Татьяны и Варвары, но вскоре о нём он забыл.

### Персонажи
- Михаил Подгорин, юрист, друг Татьяны Алексеевны Лосевой и её подруги Варвары Павловны.
- Сергей Сергеич, муж Татьяны Алексеевны Лосевой.
- Татьяна, мать двоих девочек и врач Варя, подруги.
- Надежда, сестра Татьяны Алексеевны Лосевой. Все рассчитывали, что Подгорин женится на ней, поскольку он был влюблён в неё и собирался сделать предложение, но прошло двадцать три года, а он ещё не женился.

## Создание и публикация
Рассказ был написал для журнала «Cosmopolis» по просьбе редактора русского отдела журнала Ф. Д. Батюшкова. Писал рассказ А. Чехов по своим воспоминаниям. В частности, использовал записи 1896—1897 годов из записной книжки.
Чехов рассказом остался недоволен и впоследствии воплотил ту же идею в пьесе «Вишнёвый сад». При жизни Чехова рассказ не пользовался известностью (хотя его перевели на немецкий). В 1906 году он был напечатан заново в дополнительном томе посмертного издания сочинений.